# Reinaldo Colucci
Reinaldo Colucci (Descalvado, 29 oktober 1985) is een triatleet uit Brazilië. Hij nam namens zijn Zuid-Amerikaanse vaderland deel aan de Olympische Spelen (2012) in Londen, waar hij eindigde op de 36ste plaats in de eindrangschikking met een tijd van 1:50.59. 
Vier jaar eerder deed hij eveneens mee aan de olympische triatlon. In Peking kwam hij niet verder dan de 37ste plaats (1:53.13) in het eindklassement. Colucci won de gouden medaille bij de Pan-Amerikaanse Spelen in 2011, waardoor hij rechtstreeks geplaatst was voor de Spelen van Londen 2012.

## Palmares

### triatlon
- 2013: 33e WK olympische afstand - 923 p
- 2015: 116e WK olympische afstand - 173 p
- 2016: 93e WK olympische afstand - 38 p